# 桜島・錦江湾ジオパーク

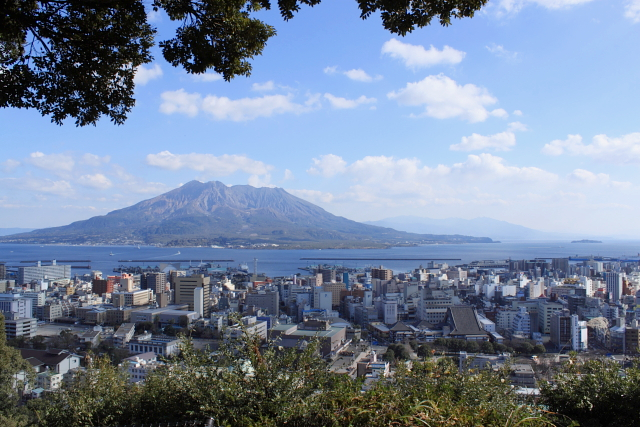
城山から望む桜島

桜島・錦江湾ジオパーク（さくらじま・きんこうわんジオパーク、英: Sakurajima-Kinkowan Geopark）は、鹿児島県鹿児島市のうち桜島および鹿児島市街とその周辺、そして錦江湾域の多くをテリトリーとするジオパークである。2013年9月に日本ジオパークに認定された。

## 概要
現在の鹿児島湾（錦江湾）にあった姶良カルデラや、桜島と近接する60万都市との間に見られる「世界的に稀有な『活火山との共生』」、海底で日常的に火山性熱水噴気活動（たぎり）を続ける若尊カルデラに代表される「ジオ多様性をコンパクトに体感できる空間」である。

## 沿革
- 2013年9月24日 - 日本ジオパークとして認定される[5][2][3]。

## 主なジオサイト

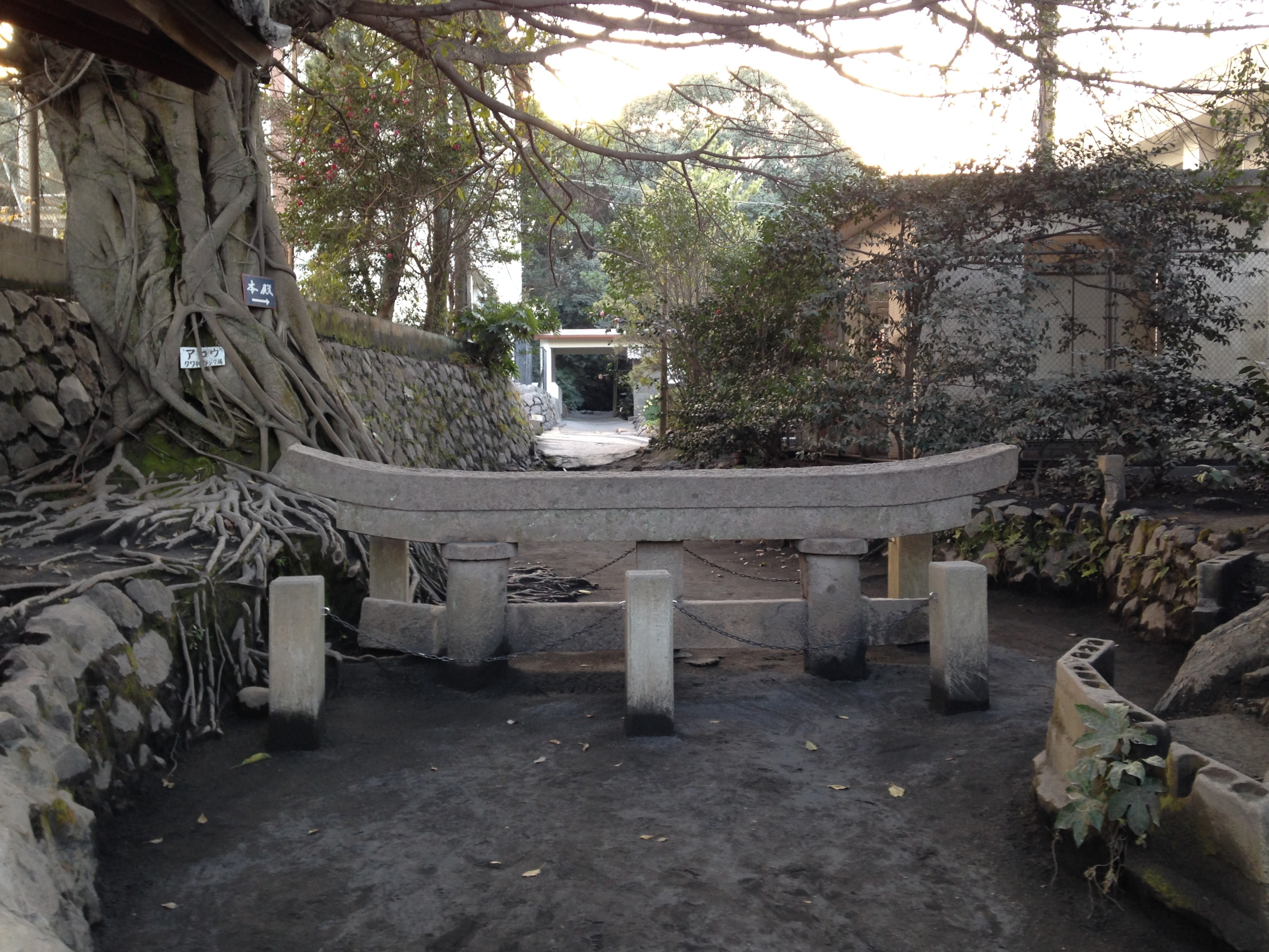
黒神埋没鳥居

日本ジオパークネットワークのウェブサイトでは、下記が「主な見どころ・おすすめジオサイト」とされている。
- 寺山公園
- 城山

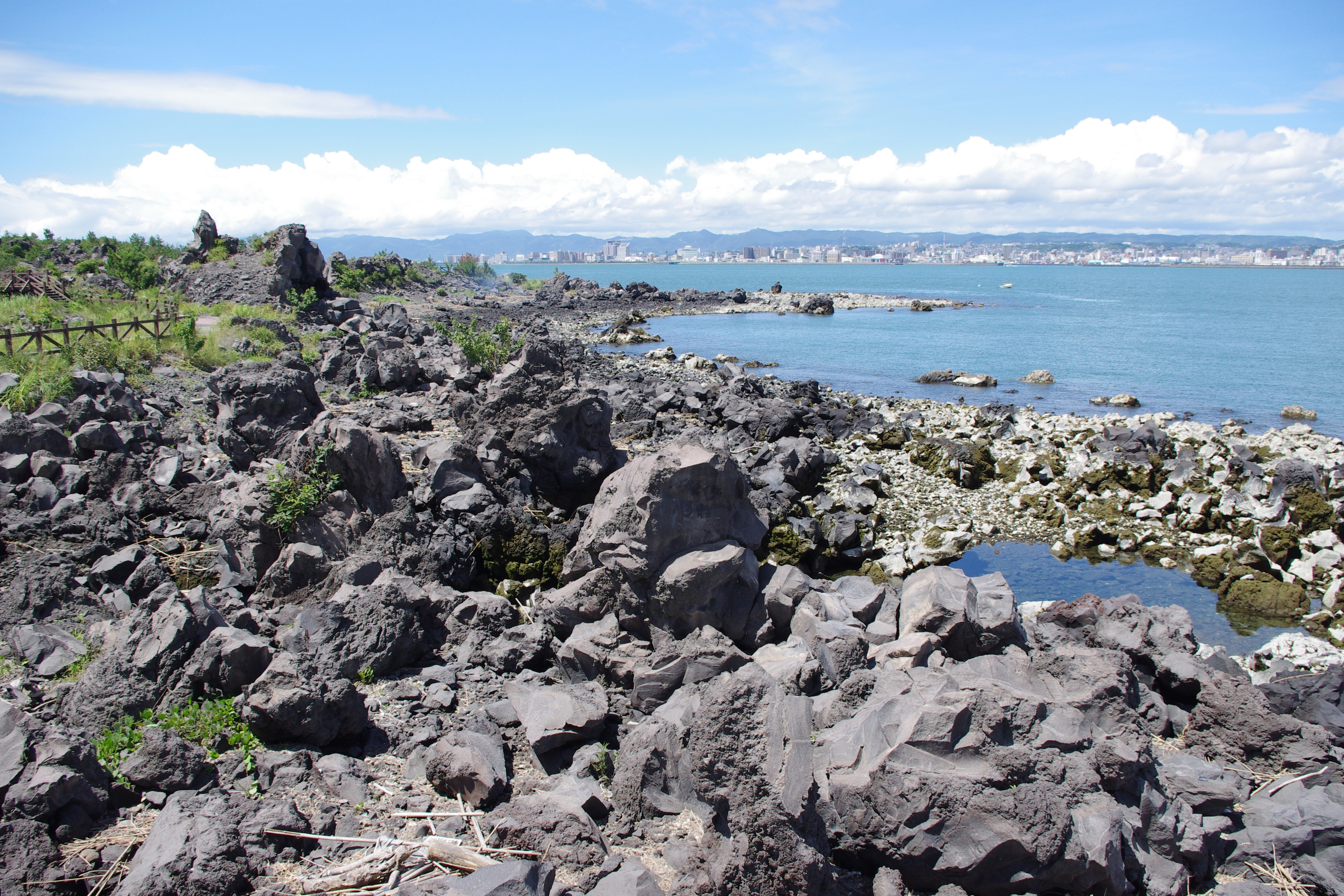
溶岩なぎさ遊歩道
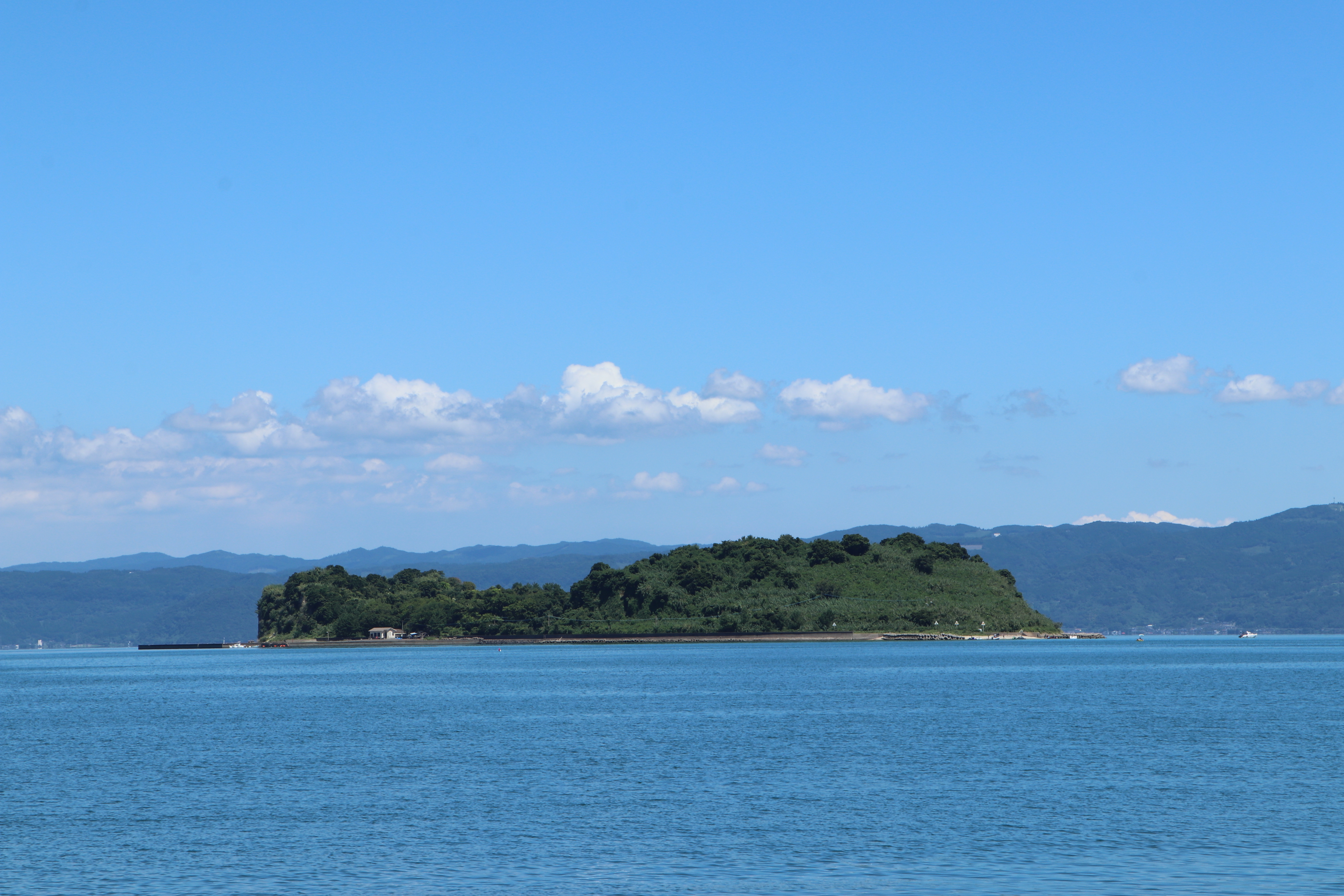
新島
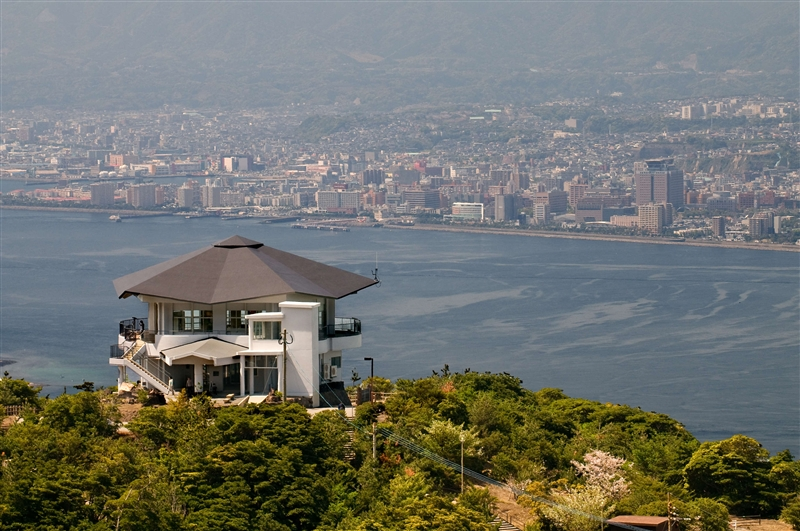
湯之平展望所
- たぎり（火山性熱水噴気活動）
- 新島（しんじま）
- 黒神ビュースポット
- 黒神埋没鳥居
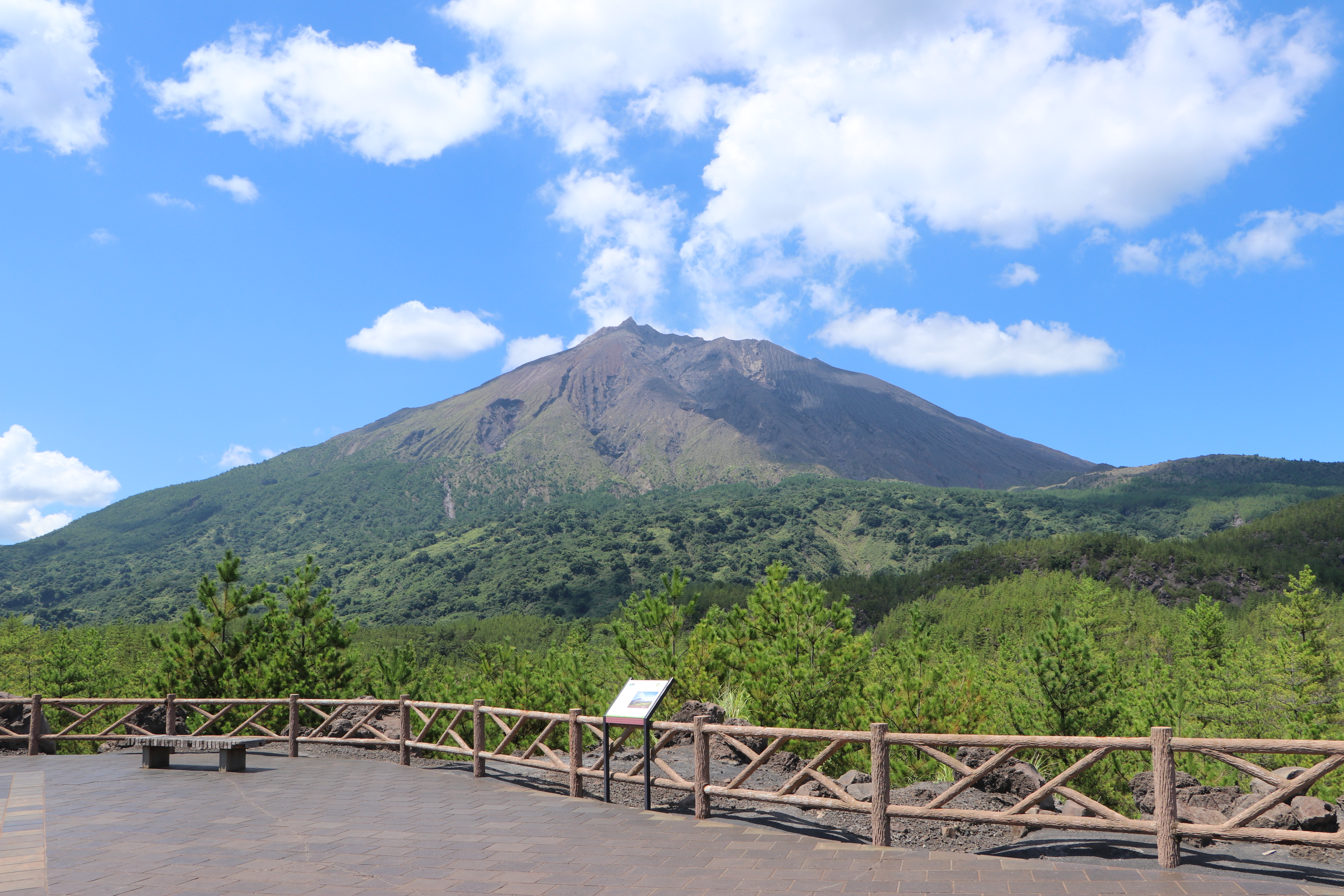
有村溶岩展望所
- 東桜島小学校・桜島爆発記念碑

- 溶岩なぎさ遊歩道
- 新島
- 湯之平展望所
- 有村溶岩展望所